# Arcahaie Football Club
L'Arcahaie Football Club est un club de football haïtien basé à Arcahaie.
Le club remporte le tournoi d'ouverture du championnat d'Haïti 2019, après avoir perdu la finale du tournoi de clôture du championnat d'Haïti 2018.

## Palmarès
- Championnat d'Haïti (1) :
  - Champion : Ouv. 2019.